# Selen Rupēs
Le Selen Rupēs sono una struttura geologica della superficie di Mercurio.